# Vaulnaveys-le-Haut
Vaulnaveys-le-Haut is een gemeente in het Franse departement Isère (regio Auvergne-Rhône-Alpes). De plaats maakt deel uit van het arrondissement Grenoble. Vaulnaveys-le-Haut telde op 1 januari 2022 4.018 inwoners. 

## Geografie
De oppervlakte van Vaulnaveys-le-Haut bedroeg op 1 januari 2022 19,86 vierkante kilometer; de bevolkingsdichtheid was toen 202,3 inwoners per km².

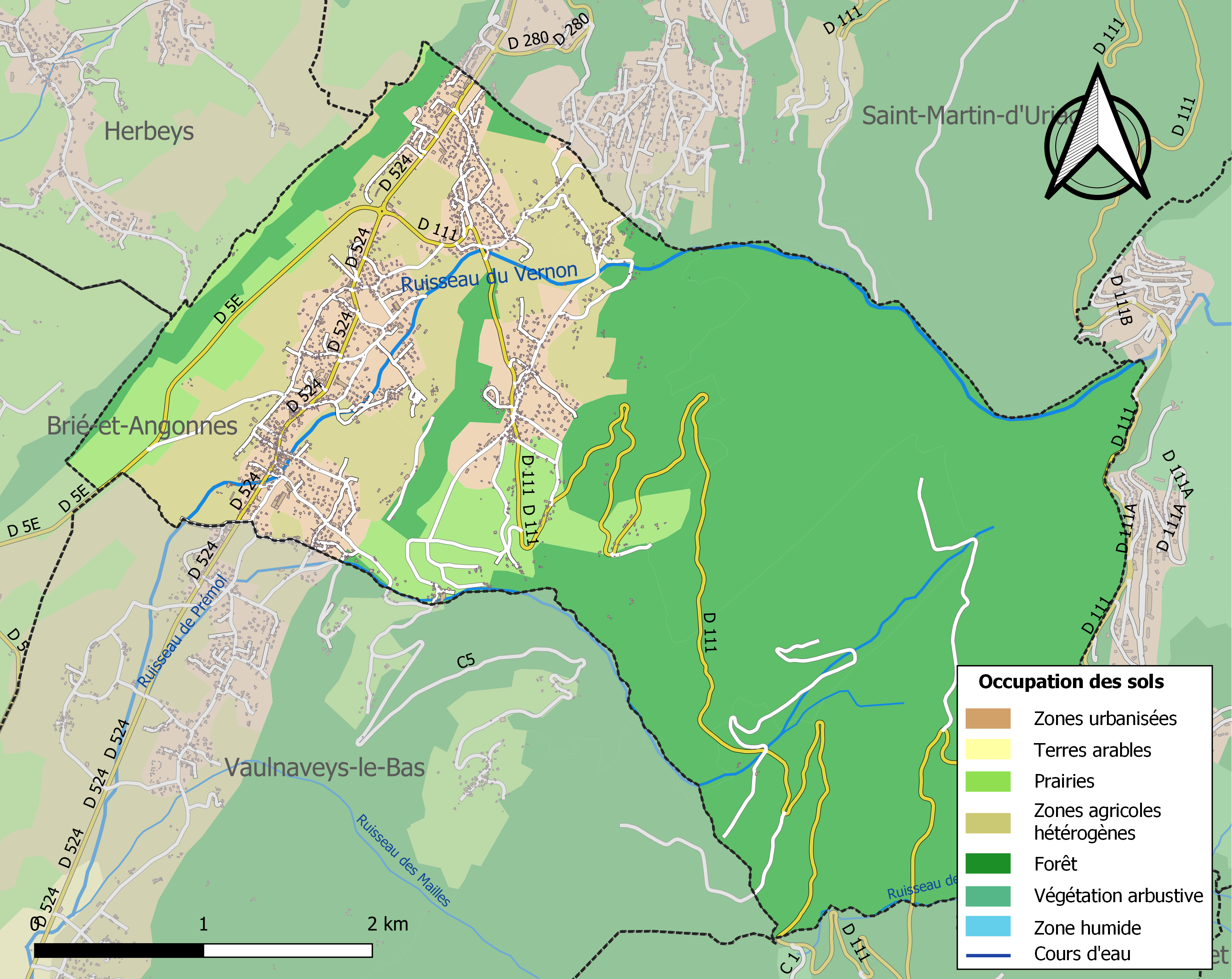
Kaart van de gemeente met de belangrijkste infrastructuur, bodemgebruik en omliggende gemeenten

## Demografie
Onderstaande figuur toont het verloop van het inwonertal (bron: INSEE-tellingen).

## Afbeeldingen

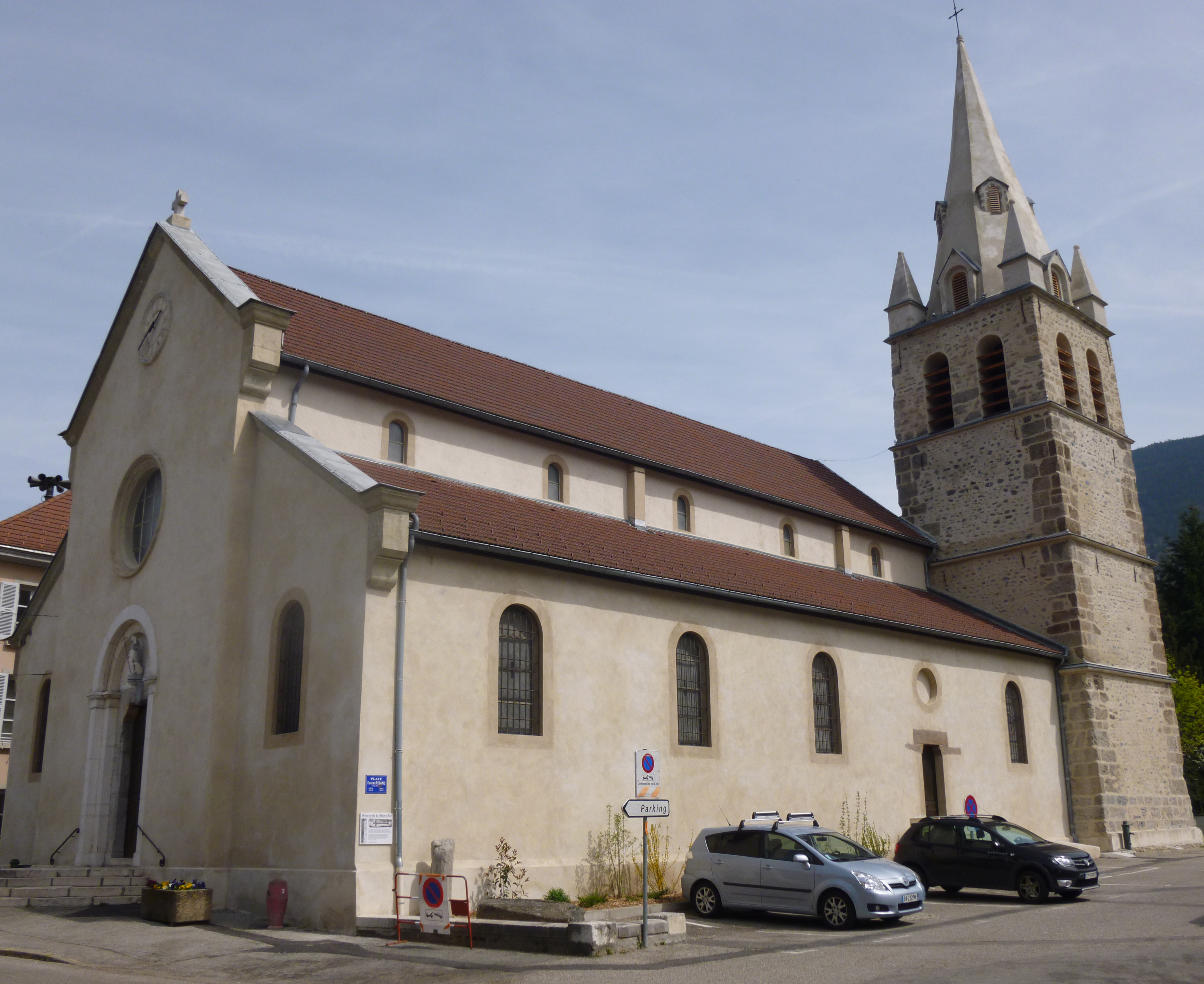
Église Saint-Jean-Baptiste
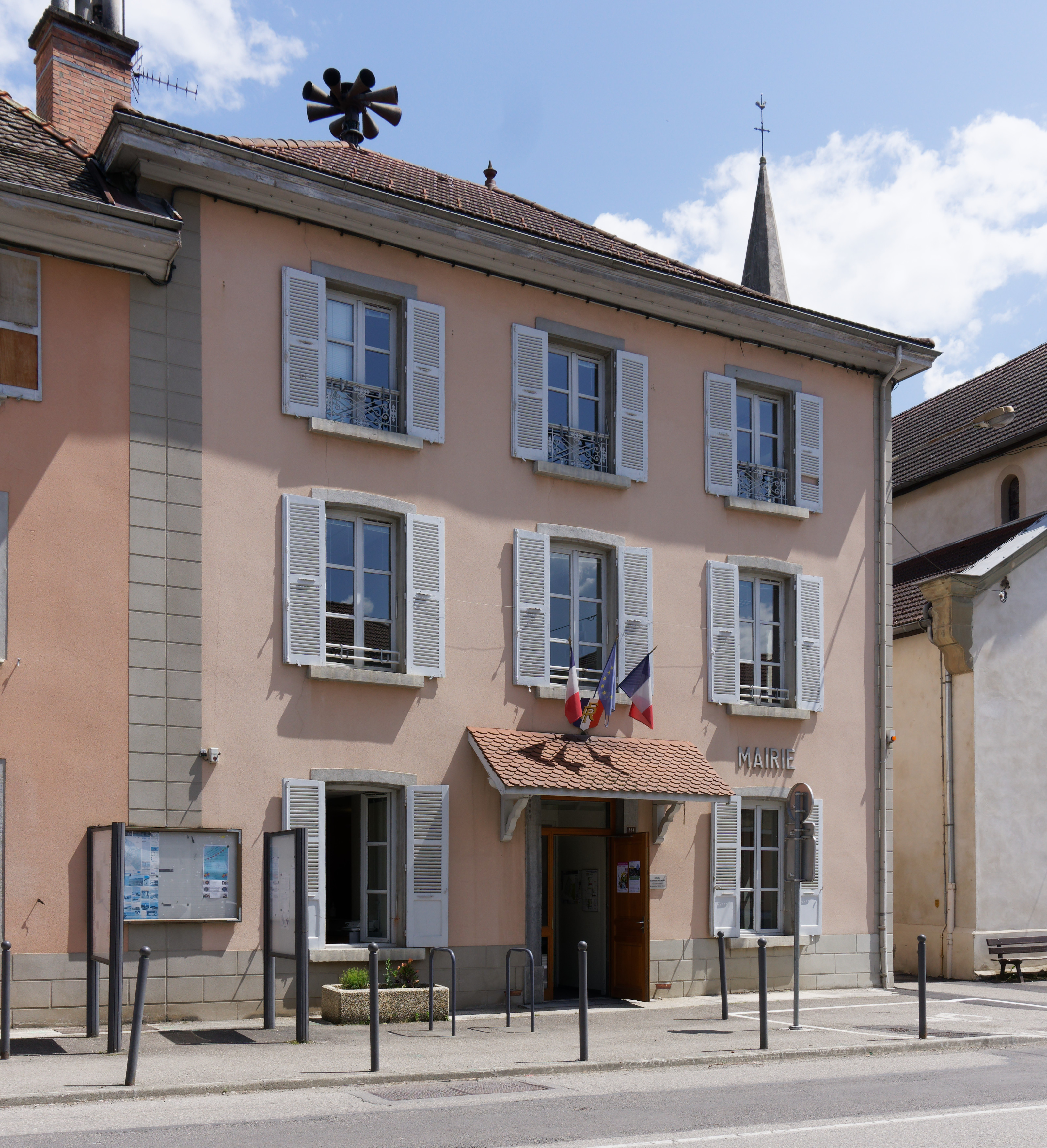
Gemeentehuis
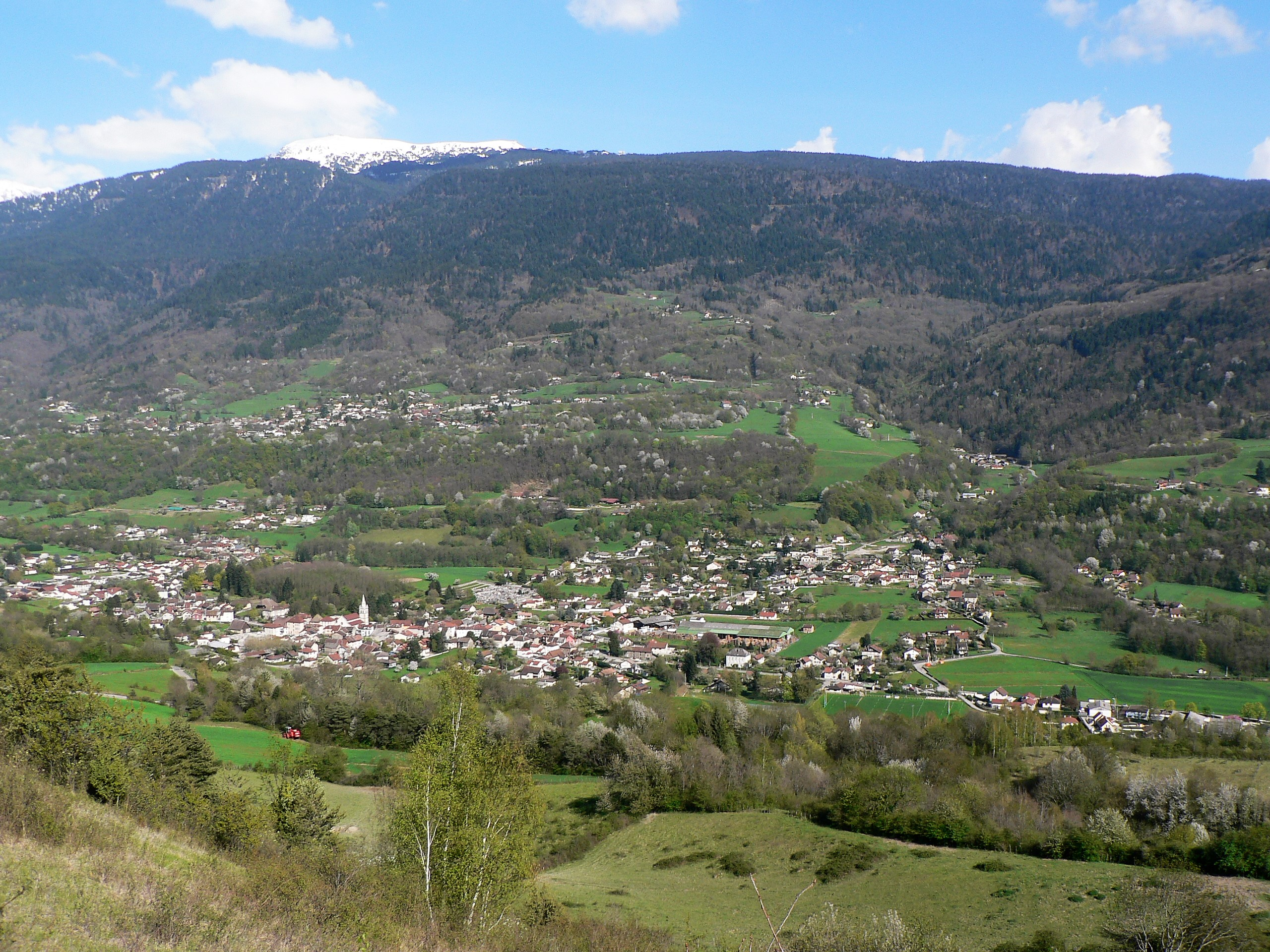
Gezicht op Vaulnaveys-le-Haut